# Conicochernes globosus
Conicochernes globosus är en spindeldjursart som beskrevs av Beier 1954. Conicochernes globosus ingår i släktet Conicochernes och familjen blindklokrypare. Inga underarter finns listade i Catalogue of Life.